# Желько Матуш
Желько Матуш (сербохорв. Željko Matuš, нар. 9 серпня 1935, Доня Стубиця) — югославський хорватський футболіст, що грав на позиції захисника та нападника.
Більшу частину кар'єри виступав за «Динамо» (Загреб), з яким став чемпіоном та триразовим володарем Кубка Югославії. Також грав за швейцарські клуби «Янг Фелловз» та «Цюрих», а також національну збірну Югославії, у складі якої був учасником чемпіонату Європи 1960 року, Олімпіади 1960 року і чемпіонату світу 1962 року.

## Клубна кар'єра
Народився 9 серпня 1935 року в місті Доня Стубиця, Королівство Югославія (нині — Хорватія). Вихованець юнацьких команд «Стубиця», «Загорець» (Крапина) та «Оротекс».
26 червня 1955 дебютував у складі загребського «Динамо» і в першому ж матчі забив 2 м'ячі. Всього за «Динамо» протягом десяти сезонів провів у різних турнірах 428 матчів, в яких забив 147 голів. У складі загребського «Динамо» Желько один раз ставав чемпіоном Югославії, двічі віце-чемпіоном, двічі третім призером, тричі володарем Кубка Югославії, один раз фіналістом Кубка країни і один раз фіналістом Кубка Ярмарків.
1965 року переїхав в Швейцарію, в клуб «Янг Фелловз», у складі якого виступав до 1969 року, після цього, в 1970 році перейшов в інший швейцарський клуб «Цюрих», у складі якого зіграв 10 матчів і виграв Кубок Швейцарії, після чого завершив кар'єру гравця.

## Виступи за збірні
1956 року зіграв один матч у складі збірної СР Хорватії, в якому забив гол,. Це був товариський матч зі збірної Індонезії, що пройшов в Загребі, гра завершилася перемогою хорватів з рахунком 5:2, а Желько забив гол на 9-й хвилині зустрічі.
1960 року дебютував в офіційних матчах у складі національної збірної Югославії, причому відразу в фіналі першого чемпіонату Європи у Франції, де разом з командою здобув «срібло», поступившись збірній СРСР (1:2). Наступним матчем за збірну став півфінал Олімпійських ігор в Римі, де югославці пройшли Італію. Після чого у фіналі Матуш забив свій перший гол за збірну у грі проти данців (3:1) і став з олімпійським чемпіоном.
Через два роки взяв участь в чемпіонат світу 1962 року у Чилі, на якому зайняв з командою четверте місце.
Протягом кар'єри у національній команді, яка тривала усього 3 роки, провів у формі головної команди країни 13 матчів, забивши 5 голів.

## Титули і досягнення
- Чемпіон Югославії (1):

«Динамо» (Загреб): 1957-58
- Володар Кубка Югославії (3):

«Динамо» (Загреб): 1959-60, 1962-63, 1964-65
- Володар Кубка Швейцарії (1):

«Цюрих»: 1969-70
- Олімпійський чемпіон (1):

Югославія: 1960
- Віце-чемпіон Європи: 1960